# Eucràtides II de Bactriana
Eucràtides II de Bactriana (en llatí Eucratides, en grec antic Εὐκρατίδης, en persa اروکرت) fou rei de Bactriana.
Probablement era el fill de Eucràtides I de Bactriana i en va ser el successor, sembla que durant molt poc temps. Per les dades que es tenen devia ser associat al tron pel seu pare al que potser va assassinar, cosa que va provocar una guerra civil dinàstica fins que va ser enderrocat. L'historiador Justí, única font existent a part d'unes monedes que l'anomenen Soter (Salvador), explica que quan Eucràtides I tornava de l'Índia va ser assassinat pel seu fill a qui havia associat al govern, i sense amagar el parricidi com si no hagués mort el seu pare sinó a un enemic, amb el carro va passar per damunt de la seva sang i va ordenar que no s'enterrés el cadàver. Poc després de la seva mort, que va ser al poc temps, el va succeir l'últim rei de la dinastia dels Eucràtides, Heliocles I de Bactriana, que era un parent proper, i que va ser enderrocat per les tribus Yuezhi que van expulsar els grecs de Bactriana cap a l'any 130 aC.